# 1. Tennis-Bundesliga (Herren) 2012
Die Tennis-Bundesliga der Herren wurde 2012 zum 41. Mal ausgetragen. Zu den bereits 2011 agierenden neun Mannschaften gesellte sich der Aufsteiger Wacker Burghausen. Der TK Kurhaus Aachen verteidigte seinen erfolgreich seinen Titel aus dem Vorjahr. Der TC Amberg am Schanzl und der 1. FC Nürnberg belegten zum Abschluss die beiden Abstiegsplätze.
Die Spiele wurden vom 1. Juli bis 12. August 2012 ausgetragen.

## Spieltage und Mannschaften
| Spieltage                                    |
| -------------------------------------------- |
| 1. Spieltag: So., 1. Juli 2012, 11:00 Uhr    |
| 2. Spieltag: Fr., 6. Juli 2012, 13:00 Uhr    |
| 3. Spieltag: So., 8. Juli 2012, 11:00 Uhr    |
| 4. Spieltag: So., 15. Juli 2012, 11:00 Uhr   |
| 5. Spieltag: Fr., 20. Juli 2012, 13:00 Uhr   |
| 6. Spieltag: So., 22. Juli 2012, 11:00 Uhr   |
| 7. Spieltag: So., 29. Juli 2012, 11:00 Uhr   |
| 8. Spieltag: So., 5. August 2012, 11:00 Uhr  |
| 9. Spieltag: So., 12. August 2012, 11:00 Uhr |

| Mannschaften            |
| ----------------------- |
| 1. FC Nürnberg          |
| Erfurter TC Rot-Weiß    |
| HTC Blau-Weiß Krefeld   |
| Kurhaus Lambertz Aachen |
| Rochusclub Düsseldorf   |
| Wacker Burghausen       |
| TC Amberg am Schanzl    |
| TC Blau-Weiss Halle     |
| TC Blau-Weiss Neuss     |
| TK Grün-Weiss Mannheim  |

## Saisonüberblick
Aus der 2. Tennis-Bundesliga gab es 2012 mit dem Wacker Burghausen nur einen Aufsteiger, da der Tabellenerste der letztjährigen 2. Bundesliga, TC Radolfzell, auf den Aufstieg verzichtete. So konnte der 2011 sportlich abgestiegene HTC Blau-Weiß Krefeld auch 2012 in der 1. Tennis-Point-Bundesliga antreten.

## Abschlusstabelle
|    | Mannschaft             | Begegnungen | Punkte | Matches | Sätze | Spiele  |
| -- | ---------------------- | ----------- | ------ | ------- | ----- | ------- |
| 1  | TK Kurhaus Aachen (M)  | 9           | 15:3   | 39:15   | 84:40 | 607:422 |
| 2  | TC Blau-Weiss Halle    | 9           | 14:4   | 37:17   | 80:40 | 579:416 |
| 3  | Erfurter TC Rot-Weiß   | 9           | 12:6   | 33:21   | 74:52 | 548:487 |
| 4  | TK Grün-Weiss Mannheim | 9           | 11:7   | 32:22   | 71:54 | 539:511 |
| 5  | Rochusclub Düsseldorf  | 9           | 10:8   | 28:26   | 65:62 | 505:524 |
| 6  | TC Blau-Weiss Neuss    | 9           | 8:10   | 24:30   | 55:70 | 463:546 |
| 7  | Wacker Burghausen (N)  | 9           | 8:10   | 23:31   | 61:71 | 499:508 |
| 8  | HTC Blau-Weiß Krefeld  | 9           | 5:13   | 20:34   | 54:78 | 473:567 |
| 9  | TC Amberg am Schanzl   | 9           | 5:13   | 20:34   | 49:76 | 493:573 |
| 10 | 1. FC Nürnberg         | 9           | 2:16   | 14:40   | 39:89 | 441:593 |

|                      |                                                                |
| Zum Saisonende 2011: |                                                                |
| (M)                  | Meister, Meister in der Vorsaison                              |
| (N)                  | Neuling, Aufsteiger aus der 2. Tennis-Bundesliga (Herren) 2011 |

| Zum Saisonende 2012:                                        |
| Meister Absteiger in die 2. Tennis-Bundesliga (Herren) 2013 |

## Mannschaftskader
| Pos. | Name              |
| ---- | ----------------- |
| 1    | Andreas Seppi     |
| 2    | Jan Mertl         |
| 3    | Iván Navarro      |
| 4    | Gianluca Naso     |
| 5    | Romain Jouan      |
| 6    | Laurent Rochette  |
| 7    | Bastian Knittel   |
| 8    | Andrea Arnaboldi  |
| 9    | Jaroslav Pospíšil |
| 10   | Alexander Flock   |
| 11   | Dieter Kindlmann  |
| 12   | Daniel Uhlig      |
| 13   | Johannes Härteis  |
| 14   | Philipp Dittmer   |
| 15   | Felix Rupp        |
| 16   |                   |

| Pos. | Name                   |
| ---- | ---------------------- |
| 1    | Juan Ignacio Chela     |
| 2    | Łukasz Kubot           |
| 3    | Jérémy Chardy          |
| 4    | Lukáš Rosol            |
| 5    | Édouard Roger-Vasselin |
| 6    | Victor Hănescu         |
| 7    | Jan Hernych            |
| 8    | Josselin Ouanna        |
| 9    | Ivo Minář              |
| 10   | Uladsimir Ihnazik      |
| 11   | Younes El Aynaoui      |
| 12   | Marco Mirnegg          |
| 13   | Oliver Marach          |
| 14   | Leoš Friedl            |
| 15   | Louis Donczyk          |
| 16   |                        |

| Pos. | Name                   |
| ---- | ---------------------- |
| 1    | Grega Žemlja           |
| 2    | Matteo Viola           |
| 3    | Í. Cervantes           |
| 4    | Thomas Schoorel        |
| 5    | Diego Junqueira        |
| 6    | Máximo González        |
| 7    | Simone Vagnozzi        |
| 8    | Guillermo Olaso        |
| 9    | Pablo Galdón           |
| 10   | Nicolas Devilder       |
| 11   | Miljan Zekić           |
| 12   | Antal van der Duim     |
| 13   | Dennis van Scheppingen |
| 14   | Sven André             |
| 15   |                        |
| 16   |                        |

| Pos. | Name                   |
| ---- | ---------------------- |
| 1    | Philipp Kohlschreiber  |
| 2    | Florian Mayer          |
| 3    | Steve Darcis           |
| 4    | Guillermo García López |
| 5    | Cedrik-Marcel Stebe    |
| 6    | Philipp Petzschner     |
| 7    | Matthias Bachinger     |
| 8    | Daniel Brands          |
| 9    | Andreas Beck           |
| 10   | Simon Greul            |
| 11   | Dominik Meffert        |
| 12   | Kevin Krawietz         |
| 13   | Julian Reister         |
| 14   | František Čermák       |
| 15   | Michal Mertiňák        |
| 16   | Leif Berger            |

| Pos. | Name                    |
| ---- | ----------------------- |
| 1    | Pablo Andújar           |
| 2    | Roberto Bautista Agut   |
| 3    | Igor Sijsling           |
| 4    | Teimuras Gabaschwili    |
| 5    | Andrei Golubew          |
| 6    | Adrián Menéndez         |
| 7    | Mischa Zverev           |
| 8    | Carsten Ball            |
| 9    | Andre Begemann          |
| 10   | Sergio Gutiérrez Ferrol |
| 11   | José Checa Calvo        |
| 12   | Martin Emmrich          |
| 13   | Hermann Gertmann        |
| 14   | Lucius von Arnim        |
| 15   | Moritz von Arnim        |
| 16   | Maximilian Scheiter     |

| Pos. | Name                    |
| ---- | ----------------------- |
| 1    | Fernando Verdasco       |
| 2    | Fabio Fognini           |
| 3    | Igor Andrejew           |
| 4    | Paolo Lorenzi           |
| 5    | Daniel Muñoz de la Nava |
| 6    | Aljaž Bedene            |
| 7    | Andreas Haider-Maurer   |
| 8    | Philipp Oswald          |
| 9    | Michael Lammer          |
| 10   | Johannes Ager           |
| 11   | Herbert Wiltschnig      |
| 12   | David Marrero           |
| 13   | Christian Magg          |
| 14   | Julian Knowle           |
| 15   | Oskar Männer            |
| 16   | Maximilian Zell         |

| Pos. | Name                  |
| ---- | --------------------- |
| 1    | Olivier Rochus        |
| 2    | Lukáš Lacko           |
| 3    | Serhij Stachowskyj    |
| 4    | Adrian Ungur          |
| 5    | Jan Hájek             |
| 6    | Nikola Ćirić          |
| 7    | Yannick Mertens       |
| 8    | Jan Minář             |
| 9    | Jaan-Frederik Brunken |
| 10   | Kristof Vliegen       |
| 11   | Armin Sandbichler     |
| 12   | Albert Wagner         |
| 13   | Michael Bogner        |
| 14   | Sebastian Wagner      |
| 15   | Andreas Leipert       |
| 16   | Robin Štork           |

| Pos. | Name                  |
| ---- | --------------------- |
| 1    | Marcel Granollers     |
| 2    | Albert Ramos Viñolas  |
| 3    | Robin Haase           |
| 4    | Jarkko Nieminen       |
| 5    | Martin Kližan         |
| 6    | Rubén Ramírez Hidalgo |
| 7    | Potito Starace        |
| 8    | Horacio Zeballos      |
| 9    | Simone Bolelli        |
| 10   | Daniel Gimeno Traver  |
| 11   | Alessandro Giannessi  |
| 12   | Pere Riba             |
| 13   | Jan-Lennard Struff    |
| 14   | Christopher Kas       |
| 15   | Johannes Kolowrat     |
| 16   | Laurenz Pawlowski     |

| Pos. | Name              |
| ---- | ----------------- |
| 1    | Flavio Cipolla    |
| 2    | Federico Delbonis |
| 3    | Antonio Veić      |
| 4    | Ruben Bemelmans   |
| 5    | Maxime Authom     |
| 6    | Jesse Huta Galung |
| 7    | Stefan Seifert    |
| 8    | Gerard Granollers |
| 9    | Marco Crugnola    |
| 10   | Henri Kontinen    |
| 11   | Micke Kontinen    |
| 12   | Bastian Trinker   |
| 13   | Max Hertl         |
| 14   | David Eisenzapf   |
| 15   | Jacob Ahlström    |
| 16   |                   |

| Pos. | Name                 |
| ---- | -------------------- |
| 1    | Janko Tipsarević     |
| 2    | Jürgen Melzer        |
| 3    | Rui Machado          |
| 4    | Benjamin Becker      |
| 5    | Björn Phau           |
| 6    | Tommy Haas           |
| 7    | Dušan Lajović        |
| 8    | Martin Fischer       |
| 9    | Denis Gremelmayr     |
| 10   | Gerald Melzer        |
| 11   | Juan Pablo Brzezicki |
| 12   | Simon Stadler        |
| 13   | Alexander Peya       |
| 14   | Marc López           |
| 15   | Patrick Mayer        |
| 16   | Alexander Kürschner  |

## Ergebnisse
| Datum/Uhrzeit        | Heimmannschaft          | Gastmannschaft          | Matches | Sätze | Spiele |
| -------------------- | ----------------------- | ----------------------- | ------- | ----- | ------ |
| So. 1. Juli 11:00    | HTC Blau-Weiß Krefeld   | TK Grün-Weiss Mannheim  | 2:4     | 5:10  | 57:65  |
| So. 1. Juli 11:00    | Kurhaus Lambertz Aachen | 1. FC Nürnberg          | 5:1     | 11:2  | 71:35  |
| So. 1. Juli 11:00    | TC Amberg am Schanzl    | Erfurter TC Rot-Weiß    | 2:4     | 4:10  | 52:70  |
| So. 1. Juli 11:00    | TC Blau-Weiß Halle      | Wacker Burghausen       | 5:1     | 11:4  | 64:42  |
| So. 1. Juli 11:00    | TC Blau-Weiß Neuss      | Rochusclub Düsseldorf   | 2:4     | 6:9   | 57:61  |
| Fr. 6. Juli 13:00    | Wacker Burghausen       | TC Amberg am Schanzl    | 2:4     | 10:6  | 71:52  |
| Fr. 6. Juli 13:00    | Kurhaus Lambertz Aachen | Erfurter TC Rot-Weiß    | 2:4     | 4:8   | 58:62  |
| Fr. 6. Juli 13:00    | 1. FC Nürnberg          | HTC Blau-Weiß Krefeld   | 3:3     | 6:8   | 57:63  |
| Fr. 6. Juli 13:00    | TC Blau-Weiß Halle      | TC Blau-Weiß Neuss      | 5:1     | 10:2  | 70:30  |
| Fr. 6. Juli 13:00    | TK Grün-Weiss Mannheim  | Rochusclub Düsseldorf   | 2:4     | 4:9   | 50:68  |
| So. 8. Juli 11:00    | TC Amberg am Schanzl    | Kurhaus Lambertz Aachen | 1:5     | 2:11  | 38:69  |
| So. 8. Juli 11:00    | 1. FC Nürnberg          | Wacker Burghausen       | 2:4     | 5:10  | 47:66  |
| So. 8. Juli 11:00    | Erfurter TC Rot-Weiß    | TC Blau-Weiß Neuss      | 5:1     | 11:4  | 70:46  |
| So. 8. Juli 11:00    | Rochusclub Düsseldorf   | HTC Blau-Weiß Krefeld   | 5:1     | 11:3  | 68:37  |
| So. 8. Juli 11:00    | TK Grün-Weiss Mannheim  | TC Blau-Weiß Halle      | 3:3     | 6:6   | 59:60  |
| So. 15. Juli 11:00   | HTC Blau-Weiß Krefeld   | Wacker Burghausen       | 4:2     | 10:6  | 63:56  |
| So. 15. Juli 11:00   | Erfurter TC Rot-Weiß    | TK Grün-Weiss Mannheim  | 3:3     | 7:7   | 59:61  |
| So. 15. Juli 11:00   | Rochusclub Düsseldorf   | Kurhaus Lambertz Aachen | 2:4     | 6:9   | 54:68  |
| So. 15. Juli 11:00   | TC Blau-Weiß Halle      | 1. FC Nürnberg          | 5:1     | 10:3  | 64:43  |
| So. 15. Juli 11:00   | TC Blau-Weiß Neuss      | TC Amberg am Schanzl    | 4:2     | 9:7   | 67:68  |
| Fr. 20. Juli 13:00   | Wacker Burghausen       | Erfurter TC Rot-Weiß    | 4:2     | 8:4   | 60:53  |
| Fr. 20. Juli 13:00   | Kurhaus Lambertz Aachen | HTC Blau-Weiß Krefeld   | 5:1     | 10:6  | 68:53  |
| Fr. 20. Juli 13:00   | 1. FC Nürnberg          | Rochusclub Düsseldorf   | 1:5     | 4:11  | 58:73  |
| Fr. 20. Juli 13:00   | TC Blau-Weiß Halle      | TC Amberg am Schanzl    | 6:0     | 12:0  | 75:34  |
| Fr. 20. Juli 13:00   | TK Grün-Weiss Mannheim  | TC Blau-Weiß Neuss      | 3:3     | 6:6   | 54:52  |
| So. 22. Juli 11:00   | Wacker Burghausen       | TC Blau-Weiß Neuss      | 1:5     | 4:11  | 48:64  |
| So. 22. Juli 11:00   | Kurhaus Lambertz Aachen | TK Grün-Weiss Mannheim  | 3:3     | 7:8   | 65:60  |
| So. 22. Juli 11:00   | TC Amberg am Schanzl    | HTC Blau-Weiß Krefeld   | 5:1     | 11:2  | 71:42  |
| So. 22. Juli 11:00   | 1. FC Nürnberg          | Erfurter TC Rot-Weiß    | 3:3     | 8:7   | 54:50  |
| So. 22. Juli 11:00   | Rochusclub Düsseldorf   | TC Blau-Weiß Halle      | 2:4     | 5:9   | 46:66  |
| So. 29. Juli 11:00   | HTC Blau-Weiß Krefeld   | TC Blau-Weiß Halle      | 2:4     | 4:9   | 44:67  |
| So. 29. Juli 11:00   | TC Amberg am Schanzl    | 1. FC Nürnberg          | 5:1     | 11:3  | 73:49  |
| So. 29. Juli 11:00   | Erfurter TC Rot-Weiß    | Rochusclub Düsseldorf   | 6:0     | 12:1  | 72:32  |
| So. 29. Juli 11:00   | TC Blau-Weiß Neuss      | Kurhaus Lambertz Aachen | 0:6     | 0:12  | 27:72  |
| So. 29. Juli 11:00   | TK Grün-Weiss Mannheim  | Wacker Burghausen       | 3:3     | 7:8   | 50:59  |
| So. 5. August 11:00  | Wacker Burghausen       | Kurhaus Lambertz Aachen | 1:5     | 3:11  | 43:69  |
| So. 5. August 11:00  | HTC Blau-Weiß Krefeld   | TC Blau-Weiß Neuss      | 3:3     | 8:7   | 53:54  |
| So. 5. August 11:00  | 1. FC Nürnberg          | TK Grün-Weiss Mannheim  | 1:5     | 5:11  | 48:67  |
| So. 5. August 11:00  | Rochusclub Düsseldorf   | TC Amberg am Schanzl    | 3:3     | 7:7   | 57:62  |
| So. 5. August 11:00  | TC Blau-Weiß Halle      | Erfurter TC Rot-Weiß    | 3:3     | 8:7   | 63:51  |
| So. 12. August 11:00 | Wacker Burghausen       | Rochusclub Düsseldorf   | 3:3     | 8:6   | 54:46  |
| So. 12. August 11:00 | Kurhaus Lambertz Aachen | TC Blau-Weiß Halle      | 4:2     | 9:5   | 67:50  |
| So. 12. August 11:00 | Erfurter TC Rot-Weiß    | HTC Blau-Weiß Krefeld   | 3:3     | 8:8   | 61:61  |
| So. 12. August 11:00 | TC Blau-Weiß Neuss      | 1. FC Nürnberg          | 5:1     | 10:3  | 66:50  |
| So. 12. August 11:00 | TK Grün-Weiss Mannheim  | TC Amberg am Schanzl    | 6:0     | 12:1  | 73:43  |

## Sponsoren
Ein wichtiger Faktor in der 1. Tennis-Bundesliga war die Finanzierung über Sponsoren. Je nach finanzieller Ausstattung konnten hier Meistermannschaften geboren werden oder durch Privilegien für Top-Spieler Mannschaftsveränderungen entstehen.
Hier eine unvollständige Haupt-Sponsorenliste der Bundesligamannschaften 2012:
- Rochusclub Düsseldorf: Sponsorenpool (u. a. Air-Berlin)
- TK Kurhaus Aachen: Lambertz
- Blau-Weiss Halle: Gerry Weber
- Erfurter TC: Getränkegroßhändler Familie Waldhoff
- TK Grün-Weiß Mannheim: Sponsorenpool

Bei den anderen Bundesliga-Vereinen standen die Sponsoren für 2012 größtenteils noch nicht fest.